# Agatha Christie: Delitto sotto il sole
Agatha Christie: Delitto sotto il sole è un'avventura punta e clicca, sviluppata da AWE Productions e pubblicata da The Adventure Company. Fa parte dei giochi della serie di Hercule Poirot. La storia è basata sulla trama del romanzo di Agatha Christie Corpi al sole. In Italia, il gioco è uscito in lingua originale (inglese) con sottotitoli in italiano, al contrario degli altri giochi della serie di Agatha Christie, che sono stati anche doppiati in italiano.

## Trama
Poirot si reca nell'isola di Seadrift per una vacanza che sarà però funestata da un omicidio.

## Modalità di gioco
Delitto sotto il sole è un'avventura punta e clicca, con prospettiva in terza persona. La maggior parte degli elementi interattivi consiste nel porre domande agli altri personaggi, nel raccogliere oggetti e nel combinarli tra loro e risolvere diversi enigmi. Il giocatore può deporre gli oggetti nell'inventario, attraverso il quale può combinarli ed esaminarli. Il cursore è context-sensitive (sensibile al contesto), cioè cambia forma quando lo si porta su un oggetto interattivo.
Il gioco si divide in vari capitoli in stile lineare dove per andare avanti è obbligatorio concludere tutte le operazioni necessarie. Certe azioni possono essere compiute in tempi diversi, altre invece risultano inutili ai fini della soluzione, così come alcuni oggetti non vengono mai utilizzati.